# Serixia marginata
Serixia marginata är en skalbaggsart som beskrevs av Francis Polkinghorne Pascoe 1867. Serixia marginata ingår i släktet Serixia och familjen långhorningar.
Artens utbredningsområde är Filippinerna. Inga underarter finns listade i Catalogue of Life.